# Piel Castle
Piel Castle, også kendt som Fouldry Castle eller Pile of Fouldray, er ruinen af en middelalderborg, der ligger i den sydøstligste ende af Piel Island, ud for Furnesshalvøen i Cumbria i det nordvestlige England.
Den blev opført i begyndelsen af 1300-tallet af John Cockerham, der var abbed i Furness Abbey, og skulle kontrollere handlen i den lokale havn og beskytte mod skotske plyndringstogter. Borgen blev bygget med sten fra den lokale strand og består af et stort Keep og en indre og en ydre bailey. Den blev brugt som base for Lambert Simnel i 1487, der var tronprædentant fra Huset York, men i 1534 var den gået i forfald og ruinen overggik til kronen.
Erosion fra havet begyndte at gøre stor skade på borgen i begyndelsen af 1800-tallet. I 1870'erne udførte borgens ejer, hertugen af Buccleuch, omfattende restaureringsarbejde og opførte udenværker for at beskytte borgen fra yderligere ødelæggelser fra havet.
I 1920'erne blev borgen givet til byen Barrow-in-Furness, og den drives nu af English Heritage.
Det er en listed building af første grad.